# Mallos de Riglos
Pour les articles homonymes, voir Riglos.

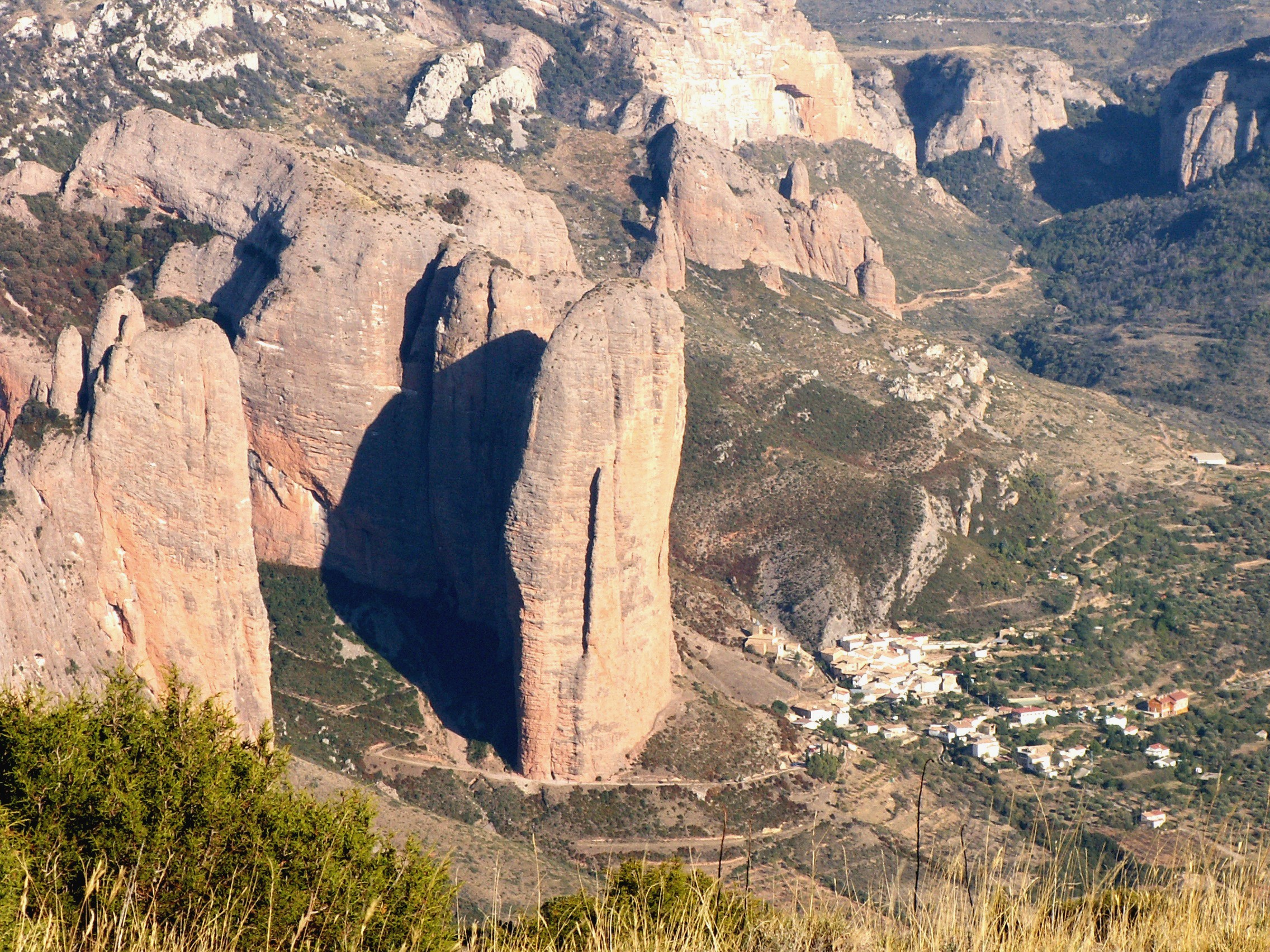
Les Mallos de Riglos

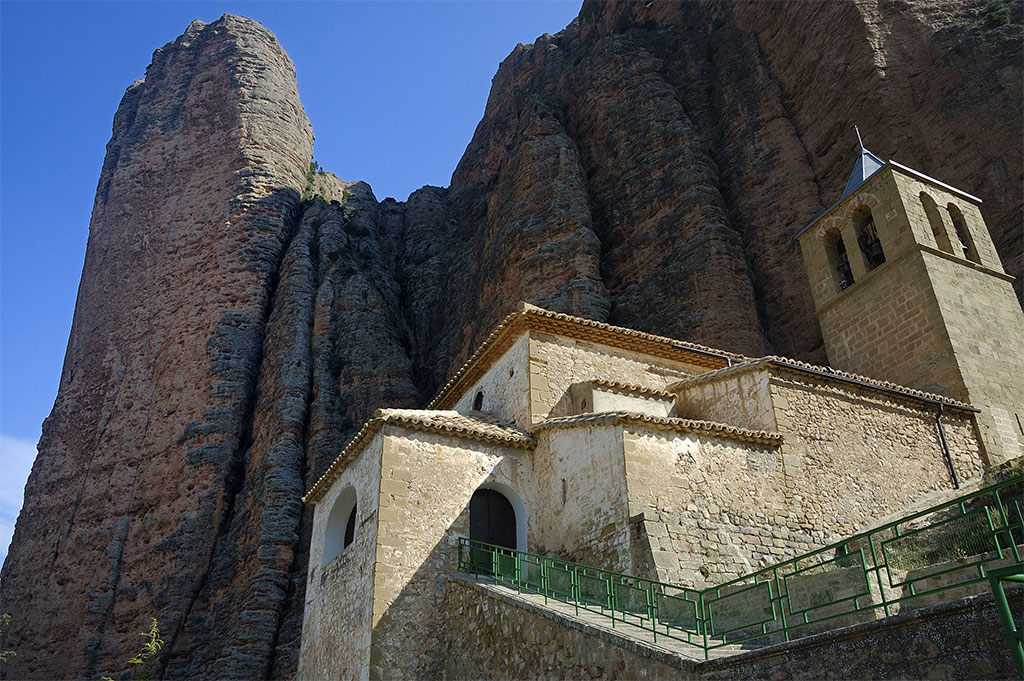
Église de Riglos et mallo Pisón

Les Mallos de Riglos sont des formations géologiques situées en Aragon (Province de Huesca) et à 45 km de la ville de Huesca dans les Pyrénées espagnoles, dans le village de Riglos, non loin d'Ayerbe.

## Caractéristiques
Situés sur le piémont pyrénéen, ils sont formés de conglomérats du Miocène, sédiments de galets de taille significative, cimentés par du gravier et du sable déposés dans les cônes de déjection qui se déversaient jusqu'à l'ancienne dépression centrale de l'Ebre. Ces alluvions ont été érodés, donnant la forme de ces murs coniques très impressionnants. On trouve d'autres exemples de moindre importance dans les environs d'Agüero et en d'autres endroits des Pyrénées.
Les Mallos de Riglos présentent une hauteur de près de 300 mètres, et culminent à près de 1 000 mètres au-dessus du niveau de la mer.

## Toponymie
Les mallos portent tous des noms qui les distinguent, la plupart anciens, d’autres récents donnés par les grimpeurs. Les mallos sont divisés en deux groupes : les grands mallos (mallos grandes), les petits mallos (mallos pequeños) ou chicos, et un peu à l’écart, les Fils.

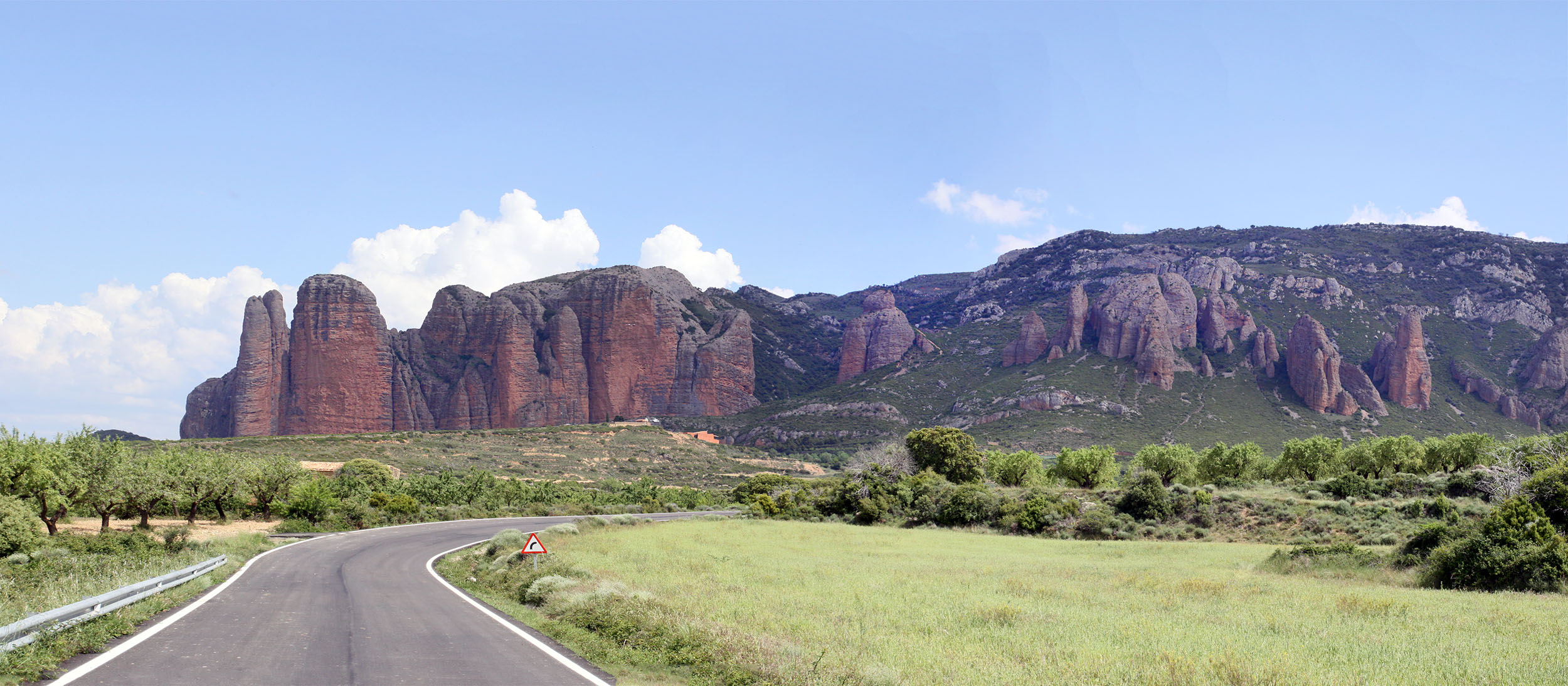
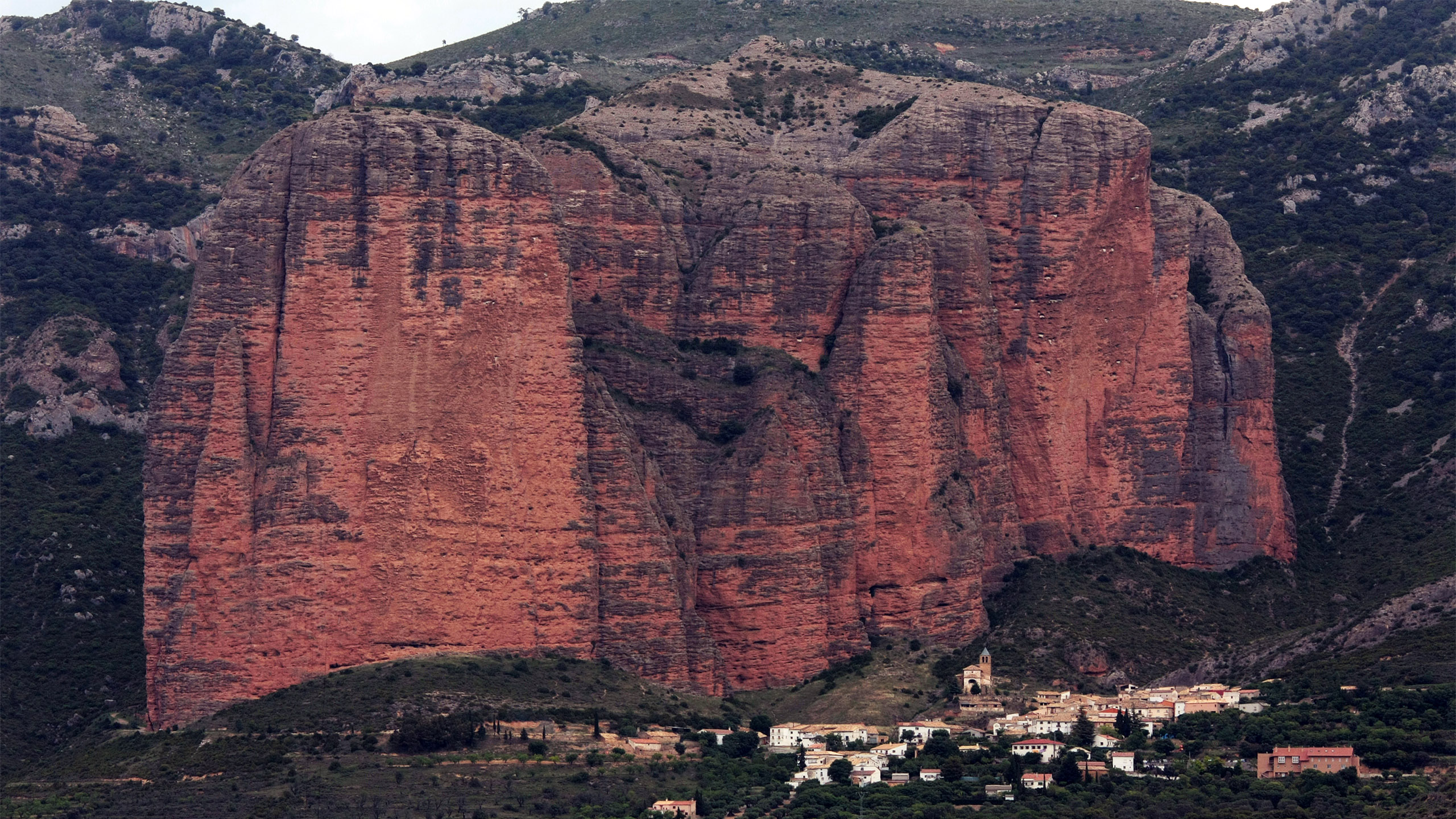
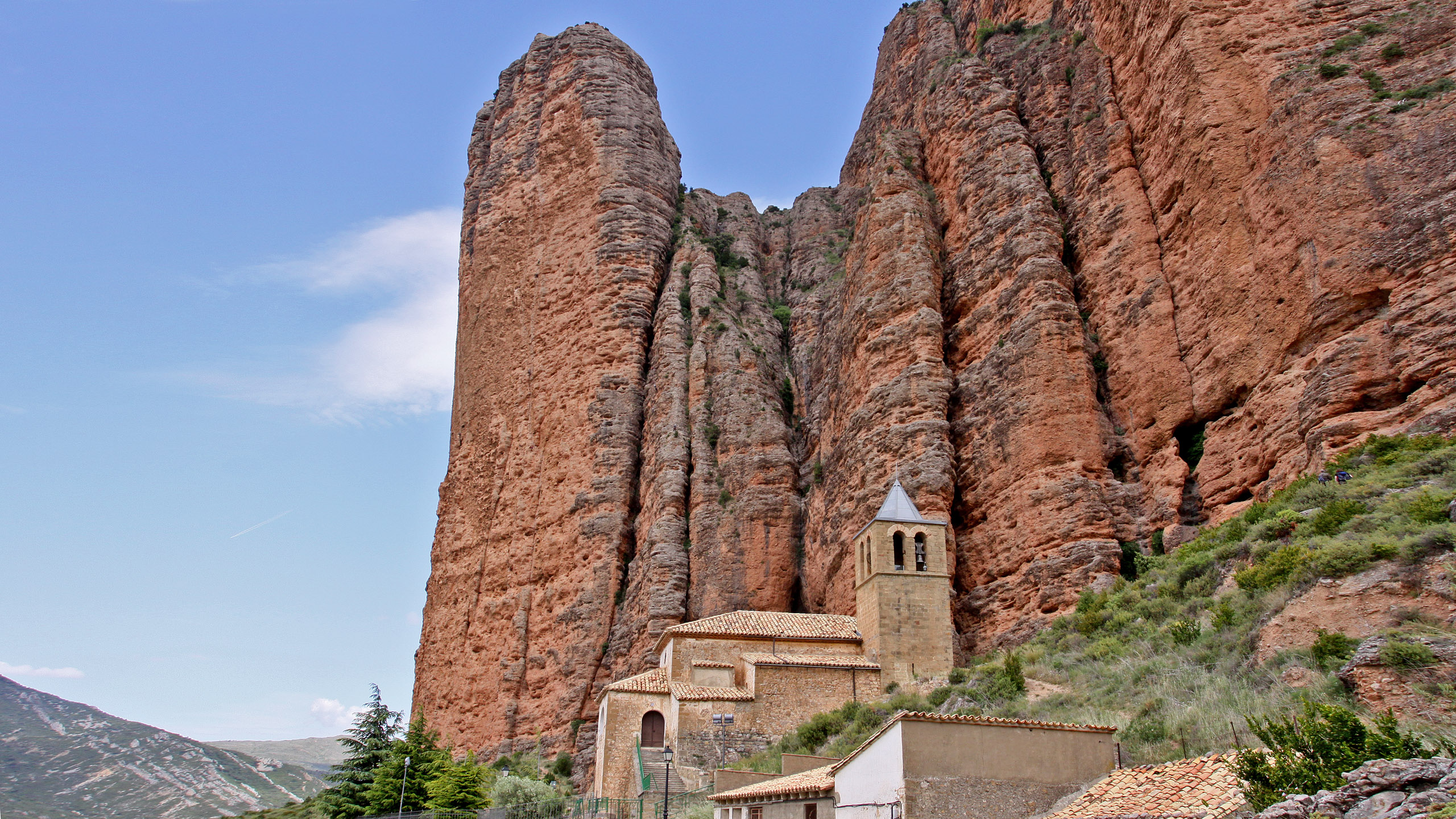
Cherchez les grimpeurs ...
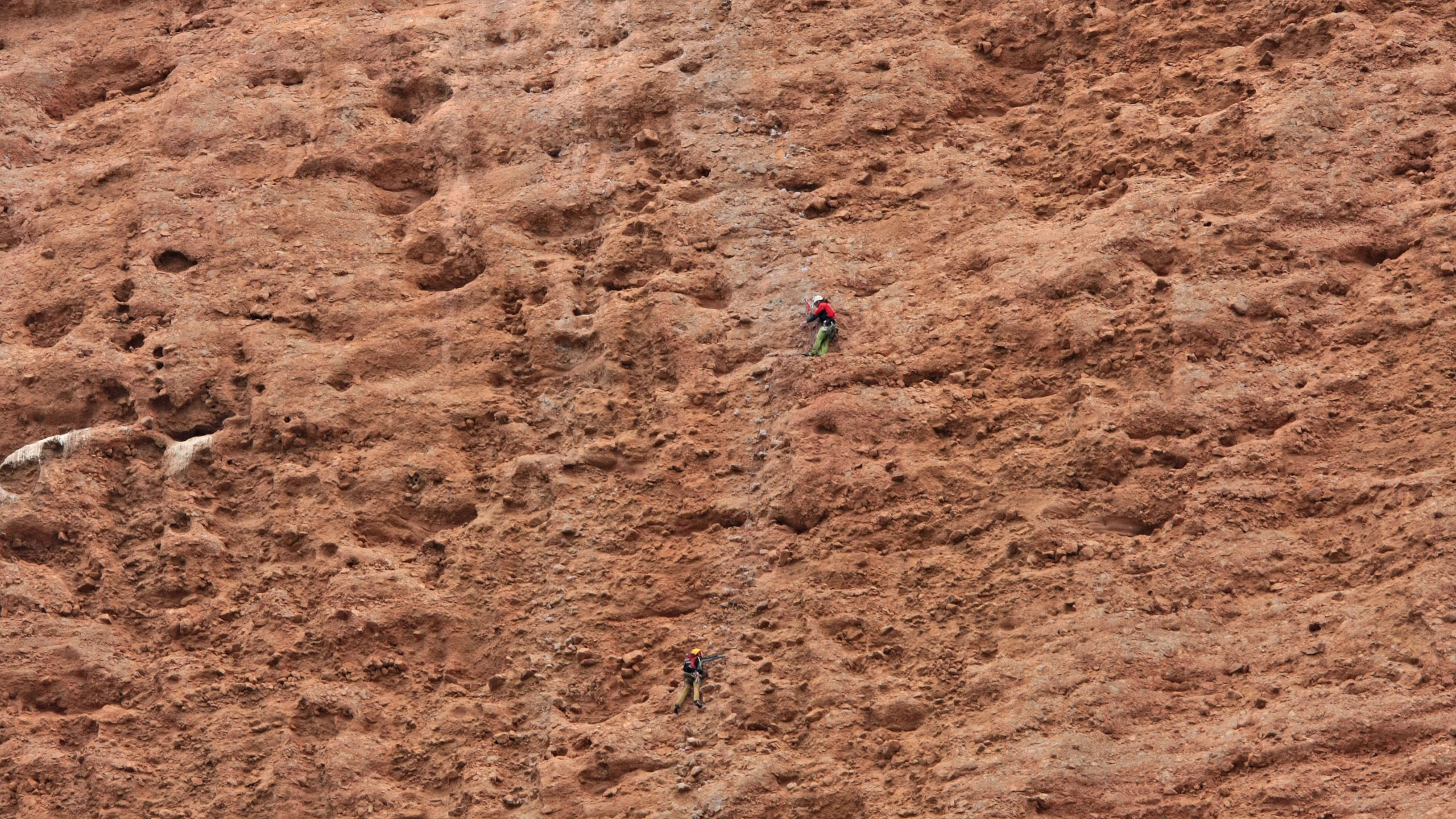
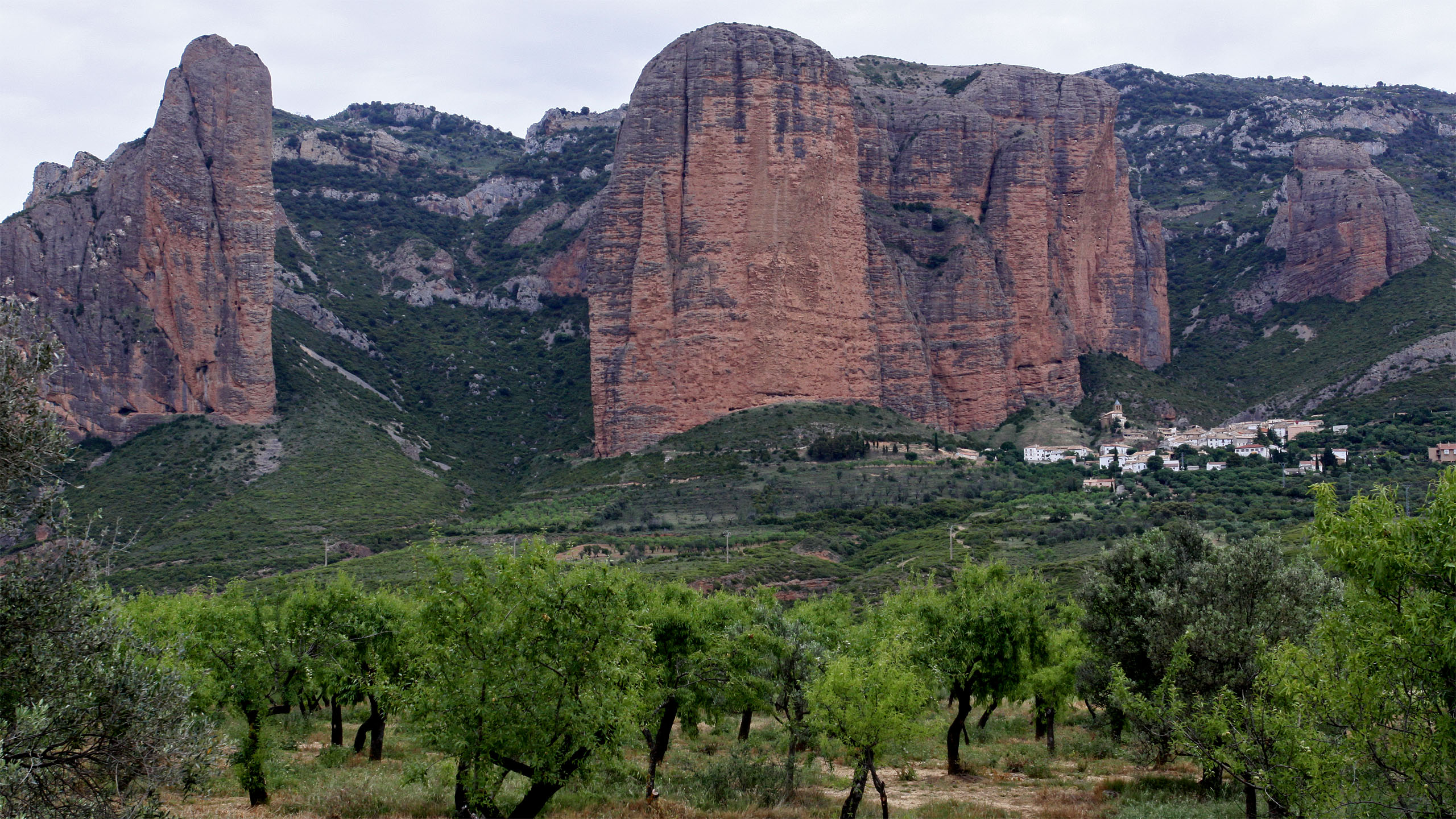
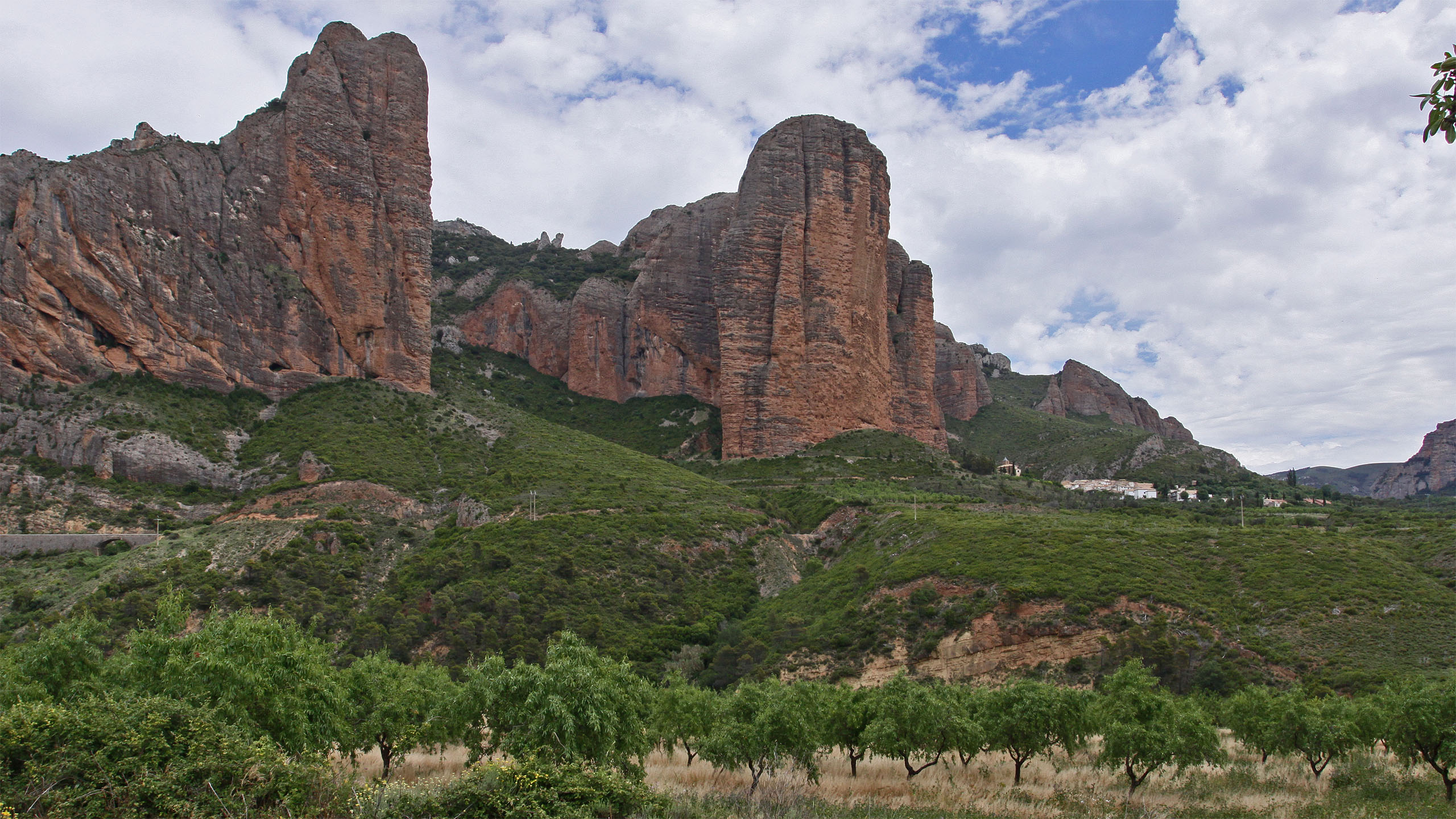

### Grands mallos
- El Firé, le plus élevé, auparavant connu comme mallo de las Diez. Les cinq pointes du sommet sont nommées No importa - Centuria del Frente de Juventudes ; Ángel Mateo Tinao, nom du frère du premier vainqueur de cette pointe, Joaquin Mateo ; Buzón (« boîte à lettres »), pour la boîte contenant le registre laissé par les premiers ascensionnistes ; Mallafré, en hommage à son premier grimpeur, Ernest Mallafré, à l’origine appelé « des Catalans » ; José María Montolar - centuria del Frente de Juventudes.
- El Pisón, traditionnellement o Pisoné.
- El Puro (« le cigare »), traditionnellement appelé o fuso ou el huso en aragonais. Il fut baptisé mallo Francisco Franco par les premiers ascensionnistes, plus par opportunisme que par conviction politique.
- El Castilla, ou « des Castillans », le premier grimpeur étant d’origine madrilène.
- Los Volaos, proche du rappel du Volao du Pison.
- El Cuchillo (« le couteau ») pour son profil aigu affilé comme une lame, nommé el Filo del Cuchillo (« le fil du couteau »).
- El Melchor Frechin, auparavant mallo ou punta sin nombre (« pointe sans nom »).
- La Visera (« la visière »), considéré comme le plus grand surplomb d’Espagne, avec 60 mètres de la base du mallo à la verticale de la paroi.
- El Mallo de Agua (« le mallo de l’eau ») parcouru par un petit épanchement des eaux de pluie.

### Petits mallos
- Colorado, en raison de la couleur rouge de sa face nord.
- Chichin, surnom de Roberto Martí, un des premiers vainqueurs de la pointe No importa avec Serón et Millán.
- Herrera, en souvenir de José Enrique Herrera.
- Magdalena, auparavant El Molondrón.
- Cored, en hommage à Mariano Cored Agustín de Huesca, tombé lors de la première tentative d’escalade au Puro.
- Carilla, en souvenir de Victor Carilla Pomar, de Saragosse, tombé lors de la quatrième tentative au Puro.
- Aguja Roja (« aiguille rouge »), auparavant la remolacha (« la betterave »).
- Gomez Laguna, hommage à Luis Gomez Laguna, maire de Saragosse entre 1954 et 1956. Auparavant el pimiento (« le piment »).
- Capaz, nom d’une centurie du Frente de Juventudes qui avait reçu le nom du général Osvaldo Capaz.

### Fils
Plus à l’est, se détachent el paredón de los Buitres (« la paroi des vautours »), aussi nommé mallo Arcaz ; le macizo d’os Fils, de los hilos en aragonais, (« le massif des lames ou des tranchants ») ainsi nommé pour ses stratifications horizontales, d’où se détachent la peña don Justo, en hommage à don Justo Garasa, el Tornillo (« la vis ») et el Tornillito ou Falso Tornillo, en raison de leur forme caractéristique.

## Escalade
Du fait de leurs flancs quasiment verticaux, les Mallos de Riglos sont une destination très prisée de nombreux grimpeurs et amoureux de la nature qui inspirèrent des noms comme El Puro (le cigare), El Pisón, Castilla, Volaos, Cuchillo (couteau), Frenchín, Visera et Fire. Si certains mallos sont accessibles jusqu’à leur sommet par des sentiers, les autres nécessitent une escalade de haut niveau technique. La composition de la formation (poudingue friable) les rend dangereux. La majeure partie des grimpeurs espagnols a escaladé ces pitons, y compris les mythiques Ángel López « Cintero », Alberto Rabadá et Ernesto Navarro qui y ouvrirent beaucoup de voies.

### Ascensions historiques
- 1935 : Jean Arlaud, Jean Grelier et Piero Ghiglione atteignent la pointe Buzón du Firé.
- 1942 : Ernest Mallafré, F. Blasi et J. Bou, pointe la plus haute du Firé, nommée pointe Mallafré après la mort du grimpeur.
- 1946 : Jordi Panyella « Pany », F. Peiré et A. Murguía, première du mallo Pisón moyennant un rappel depuis le massif jusqu’au col. Deux mois plus tard les mêmes plus A. Casasayas font l’ascension depuis le sol par la cheminée Pany-Haus.
- 1947 : Mariano Cored se tue lors de la première tentative au Puro.
- 1950 : Victor Carillo se tue à la quatrième tentative au Puro.
- 1953 : Manuel Bescos, Alberto Rabadá et Ángel Lopez « Cintero » réalisent la première du Puro, à la septième tentative absolue.
- 1953 : troisième mort aux Mallos, Manuel Bescós chute dans le rappel du Volao du mallo Pisón.
- 1954 : installation d’une croix de 4,5 mètres de haut sur la pointe No Importa du Firé, restée en place jusqu’au début des années 1980.
- 1957 : ouverture de la voie Serón-Millán au Pisón par Alberto Rabadá, Ángel Lopez « Cintero », Rafael Montaner et Juan José Diaz.
- 1958 : Anglada et Guillamón, première du Cuchillo.
- 1959 : première voie de la cordée Rabadá-Navarro, ouverture de la voie des dièdres, peña don Justo, massif de los Fils.
- 1961 : Rabadá-Navarro, ouverture de l’éperon du Firé.
- 1965 : Ursi Abajo et Jesús Ibarzo, ouverture de la voie Carnavalada au Pisón.
- 1976 : ouverture de la voie Alberto Rabadá (ou Murciana) au Pisón, par les frères Miguel Ángel et José Luis García Gallego.
- 1976 : Jesús E. Calleja, Cristóbal Trujillo et Mario S. Gordons meurent en chutant de l’éperon de l’Adamelo dans le massif du Pisón.
- 1978 : Antonio Gómez Bohórquez « Sevi » et Mariano Lozano ouvrent la Directe de la Visera.
- 1989 : Carlos García escalade en solo intégral La Fiesta del biceps à la Visera.

## Légende
Une légende raconte qu'avant il y avait une bourgade sur les Mallos de Riglos, Foz de Escalete, dans laquelle vivait une ancienne sorcière gigantesque. Son aspect et sa taille effrayaient les voisins et, lassée, elle éleva les immenses rochers et se cacha de tous.